# Certima cerambaria
Certima cerambaria är en fjärilsart som beskrevs av Charles Oberthür 1911. Certima cerambaria ingår i släktet Certima och familjen mätare. Inga underarter finns listade i Catalogue of Life.